# Ratio precio-beneficio
El ratio precio-beneficio o PER (del inglés, price-to-earnings ratio o P/E ratio, es decir, la relación entre el precio o valor y los beneficios) es una razón geométrica que se usa en el análisis fundamental de las empresas, especialmente en aquellas que cotizan en bolsa. Su valor indica cuántas veces se está pagando el beneficio neto anual de una empresa determinada al comprar una acción de esta. Un PER más elevado implica que los inversores están pagando más por cada unidad de beneficio.

## Fórmula
{\displaystyle {\mbox{PER}}={\frac {\mbox{Precio}}{\mbox{Beneficio por acción}}}}
El valor del PER se calcula dividiendo el valor de las acciones de una empresa, determinado en el mercado bursátil (capitalización bursátil) entre el beneficio neto anual después de impuestos de la empresa correspondiente. Dicho de otro modo, el PER de una empresa se calcula dividiendo el precio de cada acción entre el BPA (beneficio por acción).
Ejemplo: La empresa X cotiza a 13,00 euros y el beneficio neto anual por acción es de 1,30 euros. En este caso, su PER es de 10 (13,00/1,30).

## Interpretación
Si una empresa tiene un PER elevado puede significar que las expectativas del valor son favorables y están anticipando un crecimiento de los beneficios en el futuro. Aunque también puede significar que el precio de la acción está sobrevalorado y, por tanto, que resulte improbable que su cotización siga subiendo.
Si una empresa tiene un PER bajo puede significar que la acción está infravalorada y que su cotización puede aumentar a corto plazo o que el mercado espera que sus beneficios caigan en el futuro. Por ejemplo, una acción que vale 50€ y tiene un BPA de 10€ cotiza a un PER 5, pero puede que el año siguiente el BPA caiga a 2,5€, por lo que el PER futuro sería de 20.
| N/A   | Si la empresa tiene pérdidas, su PER será indeterminado. Aunque se puede calcular un PER negativo, por convención se asigna un PER indefinido a estas empresas. |
| 0-10  | O bien la acción se encuentra infravalorada o los inversores creen que los beneficios de la empresa tienden al declive. |
| 10-17 | Para la gran mayoría de empresas, este valor de PER es el adecuado (i.e. retorno de inversión más beneficio estándar). |
| 17-25 | O bien la acción se encuentra sobrevalorada o los beneficios de la empresa han crecido desde que se publicaron los beneficios inmediatamente anteriores. También puede indicar que los inversores creen que en un futuro próximo los beneficios crecerán sustancialmente (véase especulación). |
| 25+   | Un PER de esta magnitud se puede deber a grandes expectativas de crecimiento de los beneficios futuros, o bien que la empresa se encuentra en el contexto de una burbuja financiera especulativa. Los precios están inflados.                                                                  |

Al interpretar el PER de una empresa es importante tener presente sus expectativas de desarrollo, sus posibles beneficios futuros y el PER de otras empresas de su mismo sector.

## Índice PER y precio de la vivienda
Análogamente, en el mercado inmobiliario, se llama índice PER al que determina el número de años que se tarda en recuperar la inversión realizada en la compra de una vivienda mediante su alquiler anualizado. La fórmula es:
{\displaystyle {\mbox{PER de la vivienda}}={\frac {\mbox{Precio de adquisición de la vivienda}}{\mbox{Alquiler anual}}}}